# 35. šachová olympiáda
35. šachová olympiáda, (také Šachová olympiáda 2002 či Šachová olympiáda v Bledu) byl již 36. ročník šachové olympiády pořádaný Mezinárodní šachovou federací (FIDE). Konala se ve slovinském Bledu mezi 25. říjnem a 11. listopadem 2002. Konala se olympiáda v otevřené (mužské) a ženské sekci. V první hrálo 135 týmů, v druhé 90.
Hlavním rozhodčím turnaje byl nizozemský mezinárodní arbitr Geurt Gijssen. Hrálo se na 14 kol švýcarským systémem.
Mužskou sekci olympiády vyhrál tým Ruska před Maďarskem a Arménií a v ženské sekci zvítězil tým Číny před týmy Ruska a Polska. Největší výkonnosti v mužské části turnaje dosáhl Garri Kasparov s výkonností 2933 Elo bodů, v ženské části to byla Čao Süe s výkonem 2707 Elo bodů.

## Výsledky

### Mužská část
| #  | Země       | Hráči                                                                    | Průměrný rating | Zápasové body |
| -- | ---------- | ------------------------------------------------------------------------ | --------------- | ------------- |
| 1  | Rusko      | Kasparov, Griščuk, Chalifman, Morozevič, Svidler, Rublevskij             | 2734            | 38½           |
| 2  | Maďarsko   | Lékó, Polgárová, Almási, Gyimesi, Ruck, Ács                              | 2674            | 37½           |
| 3  | Arménie    | Akopjan, Lputian, Asrian, Sarkisjan, Minasian, Anastasian                | 2620            | 35            |
| 4  | Gruzie     | Azmaiparashvili, Sturua, Mchedlishvili, Džobava, Izoria, Gagunashvili    | 2590            | 34            |
| 5  | Čína       | Ye Jiangchuan, Xu Jun, Zhang Zhong, Pu Siang-č’, Ni Hua, Zhang Pengxiang | 2633            | 33½           |
| 6  | Nizozemsko | Van Wely, Sokolov, Tiviakov, Van den Doel, Nijboer, Ernst                | 2648            | 33½           |
| 7  | Anglie     | Adams, Short, Speelman, McShane, Conquest, Emms                          | 2640            | 33½           |
| 8  | Slovensko  | Movsesjan, Ftáčnik, Timoščenko, Markoš, Maník, Plachetka                 | 2561            | 33            |
| 9  | Izrael     | Gelfand, Smirin, Sutovsky, Psakhis, Avrukh, Huzman                       | 2660            | 33            |
| 10 | Jugoslávie | Ljubojević, Damljanović, Ivanišević, Kovačević, Ilinčić, Pikula          | 2548            | 33            |

### Ženská sekce
| #  | Země        | Hráčky                                                  | Průměrný rating | Zápasové body |
| -- | ----------- | ------------------------------------------------------- | --------------- | ------------- |
| 1  | Čína        | Ču Čchen, Sü Jü-chua, Wang Pchin, Čao Süe               | 2485            | 29½           |
| 2  | Rusko       | Kovalevskaya, Matveeva, Kosteňuková, T. Kosintseva      | 2462            | 29            |
| 3  | Polsko      | Radziewicz, Dworakowska, Soćko, Kądziołka               | 2388            | 28            |
| 4  | Gruzie      | Čiburaniedzeová, Ioseliani, Khurtsidze, Arakhamia-Grant | 2481            | 27½           |
| 5  | Maďarsko    | Vajda, Dembová, Lakos, Gara                             | 2363            | 25½           |
| 6  | Ukrajina    | Žukovová, Vasilevičová, Zatonskih, Gaponěnková          | 2424            | 25½           |
| 7  | Jugoslávie  | Bojković, Prudnikova, Chelushkina, Benderać             | 2403            | 25½           |
| 8  | Ázerbájdžán | Velikhanli, Shukurova, Z. Mamedyarova, T. Mamedyarova   | 2269            | 25½           |
| 9  | USA         | Krushová, Baginskaite, Shahade, Donaldson-Akhmilovskaya | 2381            | 25            |
| 10 | Česko       | Jacková, Krupková, Sikorová, Ptáčníková                 | 2316            | 25            |